# Piotr Dieriabin

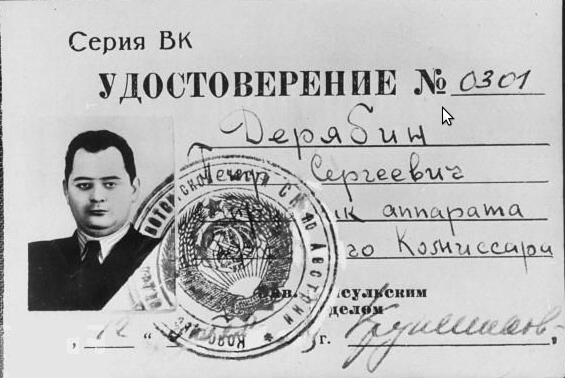
Dokument z fotografią Piotra Deriabina

Piotr Dieriabin (1921–1992) – wysoki oficer KGB, zdezerterował w Wiedniu w 1954 roku, później pracował dla CIA.
Pochodził z Syberii, w czasie II wojny światowej służył w Armii Czerwonej, czterokrotnie ranny. W latach 1944–1945 studiował w Wyższej Szkole Kontrwywiadu. Przeniesiony w 1947 roku do Ministerstwa Bezpieczeństwa Państwowego ZSRR, był odpowiedzialny za nadzór nad ochroną Kremla. W 1952 roku przeniesiony do Zarządu II MGB. We wrześniu 1953 roku skierowany do dowództwa radzieckich wojsk okupacyjnych w Austrii. Po pięciu miesiącach, w lutym 1954 roku, przedostał się do siedziby amerykańskiej misji wojskowej i zwrócił się o azyl polityczny. Dieriabin był wówczas majorem, najwyższym rangą oficerem radzieckiego wywiadu, który wystąpił o azyl na Zachodzie. 
(Rok wcześniej zaczął współpracę z CIA, także w Wiedniu, pułkownik GRU Piotr Popow, lecz o azyl nie prosił. Nawet kiedy KGB deptało mu po piętach, nie zgodził się na propozycję CIA ucieczki do USA).
Piotr Dieriabin zostawił w Związku Radzieckim żonę z dzieckiem, co wskazywałoby, że decyzję podjął w okolicznościach specjalnych. CIA przemyciła go z Wiednia pociągiem przez radziecką strefę okupacyjną. Przez następne pięć lat pozostawał w ukryciu, był wielokrotnie przesłuchiwany i wprowadzany w nowe zadania. Jedna z jego najbardziej intrygujących informacji dotyczyła francuskiej Służby Dokumentacji Wywiadu i Kontrwywiadu - SDECE. Dieriabin usłyszał podczas służby w Moskwie, jak wyższy oficer wywiadu nazwał SDECE prostytutką, którą ma w kieszeni. Ta informacja okazała się nadzwyczaj cenna siedem lat później, gdy CIA otrzymała meldunki od innych radzieckich odstępców (dezerterów) o penetracji tej francuskiej agencji wywiadowczej przez KGB. Dieriabin wymienił także Anatolija Golicyna jako potencjalnego odstepcę. (Golicyn potwierdził penetrację SDECE). Dieriabin stał się ekspertem CIA w zakresie historii i technik operacyjnych wywiadu radzieckiego, szkolił przyszłych agentów, wykładał w Wyższej Szkole Wywiadu Obronnego (Defense Intelligence College), przygotowywał do druku tajnie powielony tom The Penkovsky Papers (1965), zawierający dokumenty i materiały dostarczone CIA i MI6, przez pułkownika radzieckiego wywiadu wojskowego GRU Olega Pieńkowskiego.
Piotr Dieriabin, zajął się również pisaniem. Obok napisanej z Frankiem Gibneyem autobiografii - The Secret World (1959), opublikował również Watchdogs of Terror (1972) oraz The KGB: Masters of Soviet Union (1982), dotyczące radzieckich tajnych służb, oraz wspólnie z Jerroldem L. Schecterem - The Spy Who Saved the World (1992) - zarys sprawy Pieńkowskiego.

Zmarł w 1992 roku.